# Juntos Otra Vez Tour
Juntos Otra Vez Tour es la quinta gira de conciertos de la banda de pop-rock argentina Erreway, programada para el año 2025. Este tour marcará el regreso de los miembros originales de la banda —Felipe Colombo, Camila Bordonaba y Benjamín Rojas— a los escenarios después de varios años de ausencia, desde su última gira de conciertos, Erreway: Gira de España en el año 2006. La gira celebra el legado musical de Erreway, un grupo que alcanzó gran popularidad a través de su participación en la exitosa serie juvenil Rebelde Way. El tour fue anunciado el 25 de noviembre de 2024, la gira no contará con la participación de la cuarta integrante de la banda Luisana Lopilato. 
La gira inicio el 28 de marzo de 2025 en Santiago, Chile, y finalizará (hasta el momento) el 22 de noviembre de 2025 en Montevideo, Uruguay.

## Antecedentes
Erreway es una banda pop-rock argentina formada en el año 2002 como parte de la exitosa telenovela Rebelde Way (2002-2003), creada por Cris Morena a través de Cris Morena Group. La serie fue protagonizada por Luisana Lopilato, Camila Bordonaba, Benjamín Rojas y Felipe Colombo. El programa llego a su fin en diciembre de 2003 con 2 temporadas al aire con un gran éxito, tras el lanzamiento de tres álbumes de estudio: Señales en (2002), Tiempo en (2003) y Memoria (2004), y giras internacionales exitosas, Luisana Lopilato se desvinculó de la banda en 2004 para enfocarse en su carrera actoral. El 7 de diciembre de 2006, Erreway realizó su última gira de conciertos Erreway: Gira de España en Madrid. Luego, el grupo se sumergió en la grabación de su cuarto disco Vuelvo, que posteriormente, por motivos desconocidos, nunca fue lanzado y su gira por España programada para el año 2007 fue cancelada, marcando la separación definitiva de la banda. Dicho disco fue lanzado a través de plataformas digitales en el año 2021, luego de 14 años de su grabación.
Entre 2002 y 2006, la banda Erreway vendió más de 5 millones de discos, 1 millón de entradas y recibió múltiples discos de oro y platino por sus altas cifras de ventas, lo que los convirtió en una de las bandas musicales más destacadas de la música hispana, y en uno de los actos pop-rock más grandes en su país.
El día 25 de noviembre de 2024, a través de las redes sociales de Rojas, Colombo y Cris Morena se confirmó el regreso de la banda a los escenarios, con una grabación protagonizada por los primeros dos y por Camila Bordonaba, tras años de ausencia en el mundo del espectáculo. La gira no solo marcará el regreso del grupo a los escenarios, sino también, serán interpretadas las canciones de su último disco, que nunca han sido interpretadas en directo.
Días posteriores, tras varios rumores y suposiciones sobre la presencia de la cuarta y última integrante Luisana Lopilato, ésta confirmó a través de sus redes sociales, que no formará parte de esta gira por motivos estrictamente laborales.
Luego de su primer recital en Santiago de Chile, Erreway anunció su primer concierto en la Argentina luego de casi 21 años. Será en el Movistar Arena el día 29 de agosto de 2025. Dicho show marcará el regreso del grupo a su país de origen, siendo el 16 de octubre de 2004 la última vez que se presentaron en el país, fue en el Estadio Luna Park.

### Anuncio del tour
El "Juntos Otra Vez Tour" fue anunciado el 25 de noviembre de 2024 a través de un video en las redes sociales de Cris Morena, donde aparecen Benjamín Rojas, Felipe Colombo y el regreso de Camila Bordonaba tras varios años alejada del espectáculo. Se confirmaron 2 fechas en Ecuador, una en Perú e Italia y dos en España. El 29 de noviembre se agregaron tres fechas extras en Lima. El 6 de diciembre se agrega una nueva fecha para Lima. El 13 de diciembre se anunció una segunda fecha en Madrid
El 16 de diciembre se anunció una nueva fecha para Montevideo en el Antel Arena, que fue anunciado a través de las redes sociales. Posteriormente el 9 de abril de 2025 se anunció una segunda fecha en Montevideo.
El 8 de enero de 2025 se anunció una fecha en Santiago de Chile, con una función en el Movistar Arena.
El 12 de marzo de 2025 se anunció una fecha en Atenas. El día 15 de marzo se agregó una segunda fecha. El 26 de marzo fue anunciada una fecha en Bucarest, Rumania, que posteriormente sería cancelada por motivos desconocidos.
El 1 de abril de 2025 en un video en las redes sociales de los integrantes la banda anunció una fecha para Buenos Aires en el Movistar Arena. El 11 de abril se añadieron seis nuevas fechas para Buenos Aires. El 22 de abril se agregó una séptima fecha y más tarde el 30 de abril se añadió una octava fecha.

## Lista de canciones
Este repertorio representa las canciones interpretadas durante la primera noche de la gira en el Movistar Arena (Chile) en Santiago. No representa el setlist oficial durante el desarrollo de la gira.
1. "Girar"
2. "Rebelde Way"
3. "Memoria"
4. "Tiempo"
5. "Solo se"
6. "Que estés"
7. "Dame"
8. "Vamos al ruedo"
9. "Te soñe"
10. "Mi vida"
11. "Vivo como vivo"
12. "Será de Dios"
13. "Dije adiós" / "Amor de engaño"
14. "Me da igual"
15. "No estés seguro"
16. "Asignatura Pendiente"
17. "Que se siente"
18. "Vas a salvarte"
19. "Inmortal"
20. "Bonita de más"
21. "Para cosas buenas"
22. "Será porque te quiero"
23. "Resistiré"
24. "Sweet Baby"

## Fechas
| Fecha                    | Ciudades         | País                 | Recinto              | Notas    | Espectadores | Referencias   |
| ------------------------ | ---------------- | -------------------- | -------------------- | -------- | ------------ | ------------- |
| Latinoamérica            |                  |                      |                      |          |              |               |
| 28 de marzo de 2025      | Santiago         | Chile                | Movistar Arena       | -        | -            | [ 20 ]        |
| 5 de abril de 2025       | Montevideo       | Uruguay              | Antel Arena          | -        | -            | [ 21 ]        |
| 24 de abril de 2025      | Quito            | Ecuador              | Coliseo Rumiñahui    | -        | -            | [ 22 ]        |
| 26 de abril de 2025      | Guayaquil        | Ecuador              | Estadio Modelo       | -        | -            | [ 22 ]        |
| 3 de mayo de 2025        | Lima             | Peru                 | Costa 21             | -        | -            | [ 23 ]        |
| 4 de mayo de 2025        | Lima             | Peru                 | Costa 21             | -        | -            | [ 23 ]        |
| 6 de mayo de 2025        | Lima             | Peru                 | Costa 21             | -        | -            | [ 23 ]        |
| 7 de mayo de 2025        | Lima             | Peru                 | Costa 21             | -        | -            | [ 23 ]        |
| Europa                   |                  |                      |                      |          |              |               |
| 4 de junio de 2025       | Napoles          | Italia               | Teatro Palapartenope | -        | -            | -             |
| 6 de junio de 2025       | Madrid           | España               | WiZink Center        | -        | -            | [ 24 ]        |
| 7 de junio de 2025       | Barcelona        | España               | Palau Sant Jordi     | -        | -            | [ 24 ]        |
| Asia                     |                  |                      |                      |          |              |               |
| 6 de julio de 2025       | Limasol          | Chipre               | Zante Venue          | -        | -            | -             |
| Europa                   |                  |                      |                      |          |              |               |
| 10 de julio de 2025      | Atenas           | Grecia               | Lycabettus Theatre   | -        | -            | [ 25 ]        |
| 15 de julio de 2025      | Atenas           | Grecia               | Lycabettus Theatre   | -        | -            | [ 25 ]        |
| 13 de julio de 2025      | Milan            | Italia               | Live Arena           | Festival | -            | -             |
| 17 de julio de 2025      | Marbella         | España               | Cantera de Nagüeles  | Festival | -            | [ 27 ]        |
| 20 de julio de 2025      | Madrid           | España               | Wizink Center        | -        | -            | [ 28 ]        |
| Latinoamérica            |                  |                      |                      |          |              |               |
| 10 de agosto de 2025     | Lima             | Peru                 | Costa 21             | -        | -            | -             |
| 12 de agosto de 2025     | Arequipa         | Peru                 | Jardín de la Cerveza | -        | -            | -             |
| 16 de agosto de 2025     | Ciudad de México | México               | Pepsi Center WTC     | -        | -            | -             |
| 29 de agosto de 2025     | Buenos Aires     | Argentina            | Movistar Arena       | -        | -            | [ 29 ] [ 30 ] |
| 30 de agosto de 2025     | Buenos Aires     | Argentina            | Movistar Arena       | -        | -            | [ 29 ] [ 30 ] |
| 3 de septiembre de 2025  | Buenos Aires     | Argentina            | Movistar Arena       | -        | -            | [ 29 ] [ 30 ] |
| 4 de septiembre de 2025  | Buenos Aires     | Argentina            | Movistar Arena       | -        | -            | [ 29 ] [ 30 ] |
| 16 de septiembre de 2025 | Buenos Aires     | Argentina            | Movistar Arena       | -        | -            | [ 29 ] [ 30 ] |
| 17 de septiembre de 2025 | Buenos Aires     | Argentina            | Movistar Arena       | -        | -            | [ 29 ] [ 30 ] |
| 23 de septiembre de 2025 | Buenos Aires     | Argentina            | Movistar Arena       | -        | -            | [ 29 ] [ 30 ] |
| 24 de septiembre de 2025 | Buenos Aires     | Argentina            | Movistar Arena       | -        | -            | [ 29 ] [ 30 ] |
| 17 de octubre de 2025    | Santo Domingo    | Republica Dominicana | Arena Santo Domingo  | -        | -            | -             |
| 15 de noviembre de 2025  | Asunción         | Paraguay             | Club Paraguayo       | -        | -            | -             |
| 22 de noviembre de 2025  | Montevideo       | Uruguay              | Antel Arena          | -        | -            | -             |

### Fechas canceladas
| Fecha               | Ciudades | País    | Lugar          | Motivo      |
| ------------------- | -------- | ------- | -------------- | ----------- |
| 12 de julio de 2025 | Bucarest | Rumania | Arenere Romane | Desconocido |